# Grace Min
Grace Min (Atlanta, 6 mei 1994) is een tennisspeelster uit de Verenigde Staten. Haar ouders zijn van Koreaanse komaf.
Ze begon op achtjarige leeftijd met tennis. Ze speelt bij voorkeur op hardcourt of gravel.
In 2011 won zij het meisjesenkelspel op het US Open voor junioren. Eerder dat jaar won zij ook het meisjesdubbelspel van Wimbledon 2011 samen met de Canadese Eugenie Bouchard. In 2012 won zij bij de volwassenen haar eerste ITF-toernooi in Innisbrook, Florida. Tot op heden(juli 2018) won zij tien ITF-titels in het enkelspel.

## Posities op deWTA-ranglijst
Positie per einde seizoen:
| jaar | rang enkelspel | rang dubbelspel |
| ---- | -------------- | --------------- |
| 2009 | 737            | 701             |
| 2010 | 548            | 550             |
| 2011 | 414            | 528             |
| 2012 | 177            | 447             |
| 2013 | 151            | –               |
| 2014 | 103            | 786             |
| 2015 | 213            | 464             |
| 2016 | 135            | 510             |
| 2017 | 213            | 1244            |
| 2018 | 254            | –               |
| 2019 | 273            | 1172            |
| 2020 | 247            | 921             |
| 2021 | –              | –               |

## Resultaten grandslamtoernooien
| Legenda | Legenda                          |
| ------- | -------------------------------- |
| g.t.    | geen toernooi gehouden           |
| l.c.    | lagere categorie                 |
| –       | niet deelgenomen                 |
| G       | uitgeschakeld in de groepsfase   |
| 1R      | uitgeschakeld in de eerste ronde |
| 2R      | uitgeschakeld in de tweede ronde |
| 3R      | uitgeschakeld in de derde ronde  |
| 4R      | uitgeschakeld in de vierde ronde |
| KF      | uitgeschakeld in de kwartfinale  |
| HF      | uitgeschakeld in de halve finale |
| F       | de finale verloren               |
| W       | het toernooi gewonnen            |
| w-v     | winst/verlies-balans             |

### Enkelspel
| toernooi        | 2013 | 2014 | 2015 |    | 2018 |
| --------------- | ---- | ---- | ---- | -- | ---- |
| Australian Open | –    | –    | 1R   | –  |      |
| Roland Garros   | 1R   | 1R   | –    | 1R |      |
| Wimbledon       | –    | –    | –    | –  |      |
| US Open         | 1R   | 1R   | –    |    |      |

### Vrouwendubbelspel
| toernooi        | 2010 |    | 2012 | 2013 | 2014 |
| --------------- | ---- | -- | ---- | ---- | ---- |
| Australian Open | –    | –  | –    | –    |      |
| Roland Garros   | –    | –  | –    | –    |      |
| Wimbledon       | –    | –  | –    | –    |      |
| US Open         | 1R   | 1R | 1R   | 1R   |      |